# Bodhi Elfman
Bodhi Pine Elfman (nacido Bodhi Pine Saboff, 19 de julio de 1969) es un actor estadounidense, hijo del cineasta Richard Elfman y de Rhonda Joy Saboff. Es conocido por interpretar el papel de Avram Hader en la serie de televisión de Fox Touch y por su papel recurrente en la serie de televisión de CBS Mentes criminales como Peter «Mr. Scratch» Lewis.

## Carrera
Elfman ha tenido papeles cinematográficos en Mercury Rising, Colateral, Godzilla y Armageddon, y papeles pequeños en The Mod Squad, Keeping the Faith y Gone in 60 Seconds.
Elfman protagonizó la serie de televisión UPN Freedom, junto a Holt McCallany, Scarlett Chorvat y Darius McCrary, y Pirates of Silicon Valley junto a Noah Wyle y Anthony Michael Hall. Apareció en la breve serie de televisión de ABC Hiller and Diller, protagonizó un episodio de Sliders, y formó parte del reparto recurrente de Touch. Elfman también participó en el programa de televisión de su esposa Dharma y Greg, interpretando a un artista de performance que le pide a Dharma que sea parte de su galería de exhibición viva.
En 2012, Elfman y su esposa, Jenna, comenzaron su podcast, Kicking and Screaming de Jenna y Bodhi Elfman.

## Vida personal
Bodhi Pine Elfman nació en Los Ángeles, California, y se crio en Hollywood, Los Ángeles. Es hijo del actor y director Richard Elfman y de Rhonda Joy Saboff, es nieto del autor Blossom Elfman y sobrino del compositor Danny Elfman.
En febrero de 1991 conoció a la actriz Jennifer Mary Butala (Jenna Elfman) durante una audición para un comercial de Sprite. Cuatro años después se casaron, el 18 de febrero de 1995. Bodhi es de herencia judía, y Jenna fue criada como católica. Cuando se conocieron, él era un cienciólogo practicante. Jenna se convirtió en ciencióloga después de que su esposo le presentó sus enseñanzas. A partir de 2018, ambos son cienciólogos activos.
En 2000, Bodhi y Jenna Elfman compraron una casa de 1920 de 460 metros cuadrados en dos acres en Hollywood Hills que había pertenecido a Madonna, por 4 millones de dólares, que vendieron en abril de 2004 por 4,7 millones de dólares a la actriz Katey Sagal, de Married... with Children.
Su primer hijo, Story Elias Elfman, nació el 23 de julio de 2007. Su segundo hijo, Easton Quinn Monroe Elfman, nació el 2 de marzo de 2010.

## Filmografía

### Cine
| Año  | Título                        | Papel                                 | Notas                                                          |
| ---- | ----------------------------- | ------------------------------------- | -------------------------------------------------------------- |
| 1992 | Sneakers                      | Centurion S&L Night Guard             |                                                                |
| 1993 | Stepmonster                   | Photo Cashier                         | Direct to video film                                           |
| 1994 | Shrunken Heads                | Booger Martin                         |                                                                |
| 1994 | Wes Craven's New Nightmare    | TV Studio P.A.                        |                                                                |
| 1995 | Ripple                        |                                       | Cortometraje                                                   |
| 1996 | A Very Brady Sequel           | Coffee Customer                       | Acreditado como Bodhi Pine Elfman                              |
| 1996 | Going Home                    | Daniel                                | Cortometraje                                                   |
| 1997 | The Others                    | Douglas 'Sluggo' Zelov                |                                                                |
| 1998 | Slappy and the Stinkers       | Tag                                   | Acreditado como Bodhi Pine Elfman                              |
| 1998 | Mercury Rising                | Leo Pedranski                         | Acreditado como Bodhi Pine Elfman                              |
| 1998 | Girl                          | Derek                                 |                                                                |
| 1998 | Godzilla                      | Freddie                               |                                                                |
| 1998 | Armageddon                    | Math Guy                              |                                                                |
| 1998 | Enemy of the State            | Van                                   | Acreditado como Bodhi Pine Elfman                              |
| 1999 | The Mod Squad                 | Gilbert – Skinny Freak                | Acreditado como Bodhi Pine Elfman                              |
| 1999 | Rituals and Resolutions       | Arno                                  | Cortometraje                                                   |
| 2000 | Keeping the Faith             | Howard the Casanova                   |                                                                |
| 2000 | Gone in 60 Seconds            | Fuzzy Frizzel                         |                                                                |
| 2000 | Almost Famous                 | Alice's Manager (director's cut only) | No acreditado                                                  |
| 2000 | Sand                          | Max                                   |                                                                |
| 2001 | The Shrink Is In              | Charley                               |                                                                |
| 2002 | Lost                          | Hugh                                  | Cortometraje                                                   |
| 2002 | Hip, Edgy, Sexy, Cool         |                                       | Opening film at the Slamdance Film Festival in Park City, Utah |
| 2004 | Collateral                    | Young Professional Man                |                                                                |
| 2004 | Funky Monkey                  | Drummond                              |                                                                |
| 2006 | Love Hollywood Style          | James                                 |                                                                |
| 2006 | Love Comes to the Executioner | Krist Skolnik                         |                                                                |
| 2008 | Struck                        | Joel (lead)                           | Cortometraje                                                   |
| 2009 | Tomorrow                      | Nick                                  | Cortometraje                                                   |
| 2011 | Angela Wright                 | Mr. Taylor                            | Cortometraje                                                   |
| 2012 | Desperate Measures            | He                                    | Cortometraje                                                   |
| 2014 | Lennon                        | Greg Mayburn                          | Cortometraje                                                   |
| 2015 | Medicine Men                  | Baker                                 |                                                                |

### Televisión
| Year      | Title                           | Role                      | Notes |
| --------- | ------------------------------- | ------------------------- | --- |
| 1991      | Life Goes On                    | Mark                      | Episodios: «Life After Death», «Out of the Mainstream»                                                                  |
| 1992      | Doing Time on Maple Drive       | Joe                       | Película para televisión                                                                                                |
| 1992      | Melrose Place                   | Messenger                 | Episodio: «Picture Imperfect»                                                                                           |
| 1993      | Double Deception                | Burglar 1                 | Película de televisión                                                                                                  |
| 1993      | Phenom                          | Burt                      | Episodio: «Angela's Wild Ride»                                                                                          |
| 1993      | Sisters                         | Busboy                    | Episodio: «The Best Intentions»                                                                                         |
| 1994      | Lifestories: Families in Crisis | Sean                      | Episodio: «Confronting Brandon: The Intervention of an Addict»                                                          |
| 1994      | Married... with Children        | Clerk                     | Episodio: «Dial B for Virgin» Acreditado como Bodhi Pine Elfman                                                         |
| 1994      | Step by Step                    | Garry                     | Episodios: «Great Expectations», «Something Wild», «I'll Be Home for Christmas» Acreditado como Bodhi Pine Elfman       |
| 1995      | Clerks                          | Ray                       | Programa piloto |
| 1996      | Ellen                           | Surfer Dude               | Episodio: «Too Hip for the Room» Acreditado como Bodhi Pine Elfman                                                      |
| 1996      | The Faculty                     |                           | Episodio: «The Brain Teaser»                                                                                            |
| 1996      | Hang Time                       | Bob                       | Episodio: «Fake ID-ology»                                                                                               |
| 1996–97   | 3rd Rock from the Sun           | Clerk/Orderly             | Episodios: «My Mother the Alien», «I Brake for Dick» Acreditado como Bodhi Pine Elfman                                  |
| 1997      | Ink                             | Kevin                     | 3 episodios |
| 1997      | Hiller and Diller               |                           | |
| 1997      | George & Leo                    | Bellboy                   | Episodio: «The Halloween Show»                                                                                          |
| 1998      | Sliders                         | Trevor Blue               | Episodio: «Genesis» Acreditado como Bodhi Pine Elfman)                                                                  |
| 1998      | Party of Five                   |                           | Episodio: «Separation Anxiety» Acreditado como Bodhi Pine Elfman                                                        |
| 1998      | Hollyweird                      | Trey                      | Película para televisión                                                                                                |
| 1998–2001 | Dharma & Greg                   | Terry / Survivor / Ted    | 3 episodios |
| 1999      | Pirates of Silicon Valley       | John Gilmore              | Original TNT TV movie Acreditado como Bodhi Pine Elfman                                                                 |
| 2000      | The Huntress                    | Toby Anders               | Episodio: «The Kid» |
| 2000      | Veronica's Closet               | Neil                      | Episodios: «Veronica Loses Her Olive Again», «Veronica's Clips»                                                         |
| 2000–01   | Freedom                         | Londo Pearl               | Reparto principal; 11 episodios                                                                                         |
| 2001      | Providence                      | Suspicious Guy            | Episodio: «Falling» |
| 2003      | ER                              | Nicky                     | Episodio: «Finders Keepers»                                                                                             |
| 2003      | Without a Trace                 | Chris Roland              | Episodio: «No más» |
| 2003      | Dragnet                         | Kevin O'Malley            | Episodio: «Daddy's Girl», también conocida como «The 2003 series: L.A. Dragnet», como parte de la franquicia de Dragnet |
| 2003      | Las Vegas                       | Steven                    | Episodio: «Donny, We Hardly Knew Ye»                                                                                    |
| 2003      | Karen Sisco                     | Fred                      | Episodio: «Nobody's Perfect»                                                                                            |
| 2003      | Coyote Waits                    | Odell Redd                | Novela Coyote Waits adaptada para la televisión – estrenada en PBS                                                      |
| 2004      | Charmed                         | Kyle Donie                | Episodio: «Witch Wars»                                                                                                  |
| 2005      | Fielder's Choice                | Lou                       | Película de televisión                                                                                                  |
| 2005      | Misadventures in Matchmaking    | Andy                      | 5 episodios |
| 2009      | The Mentalist                   | Rick Tiegler              | Episodio: «Russet Potatoes»                                                                                             |
| 2010      | CSI: Crime Scene Investigation  | Rylan Gauss               | Episodio: «418/427» |
| 2011      | Handsome Sportz Klub            | Leopold Von Gugenstein    | 3 episodios |
| 2011      | Prime Suspect                   | Paul Robie                | Episodio: «The Great Wall of Silence»                                                                                   |
| 2012–13   | Touch                           | Avram Hadar               | 10 episodios |
| 2014      | Growing Up Fisher               |                           | Episodio: «Katie You Can Drive My Car»                                                                                  |
| 2015-2017 | Mentes criminales               | Peter «Mr. Scratch» Lewis | Episodios: «Mr. Scratch», «The Storm», «The Crimson King», «Mirror Image», «True North», «Wheels Up»                    |